# Mount Everest (musikgrupp)
Mount Everest var en svensk jazzgrupp som bildades 1972 i Göteborg.
Mount Everest bildades av Gilbert Holmström och kom att genomgå många ombildningar. Vid tidpunkten för det självbetitlade första albumet Mount Everest var man ett åttamannaband, i vilket bland andra pianisten Lars Jansson ingick, och som spelade en form av jazzrock, men reducerades därefter till en trio som bestod av Holmström, Kjell Jansson och Conny Sjökvist. På det andra albumet Waves from Albert Ayler spelade denna trio frijazz i Albert Aylers anda. Till det tredje albumet rekryterades Ronny Johansson samt Matz Nilsson och Anders Kjellberg, båda tidigare medlemmar i Soffgruppen. Det tredje albumet innehåller jazzrock och gruppen tilldelades då priset Jazz i Sverige 1979. Året därpå ersattes Kjellberg av Michael Andersson, vilket gav bandets fjärde album Latin Doll (1981) latinska influenser. Detta blev ännu mer framträdande på det femte och sista albumet, Latin Blue (1983), då även Arturo Trujillo på congas tillkommit i bandet. 

## Diskografi
- 1972 – Mount Everest (Philips 6316024)
- 1975 – Waves from Albert Ayler (UM 75-3)
- 1979 – Jazz i Sverige 79 (Caprice CAP1177)
- 1981 – Latin Doll (Four Leaf Clover FLC 5056)
- 1983 – Latin Blue (Four Leaf Clover FLC 5066)